# Auflösen
Auflösen ist ein Lied der deutschen Punkrock-Band Die Toten Hosen aus dem Jahr 2008, in Zusammenarbeit mit der österreichischen Schauspielerin und Musikerin Birgit Minichmayr.

## Entstehung und Veröffentlichung
Das Lied wurde von dem Musikproduzenten Hans Steingen in Zusammenarbeit mit Die Toten Hosen produziert. Als Komponist der Musik fungierte Sänger Campino (Andreas Frege), während der Text gemeinsam von Campino und Birgit Minichmayr geschrieben wurde. Für die Instrumentierung engagierte man zusätzlich Raphael Zweifel am Cello.
Die Erstveröffentlichung erfolgte auf dem 13. Toten-Hosen-Studioalbum In aller Stille am 14. November 2008. Am 5. Juni 2009 erschien das Lied erstmals als dritte Singleauskopplung aus dem Album. Es ist das erste Duett der Bandgeschichte der Toten Hosen.

## Inhalt
Auflösen handelt von einem Liebespaar, welches eine gemeinsame Nacht miteinander verbringt und feststellt, wenn sie sich auflösen, dass sie dann mehr wären, als sie jemals waren, und dies aber wiederum verhindern möchten, sodass sie einander bleiben können.

## Musikvideo
Das dazugehörige Musikvideo entstand unter der Regie von Wim Wenders. Die Dreharbeiten fanden im Mai 2009 in Berlin statt. Es zeigt Campino und Birgit Minichmayr, wie sie sich in einem Hotel und später in einem Kunstatelier zum Sex treffen. Im Mai 2017 auf YouTube offiziell veröffentlicht, erreichte es dort bis Oktober 2023 über 455 Tausend Aufrufe.

## Single

### Covergestaltung
Das Singlecover zeigt Andreas Frege alias Campino gemeinsam mit Birgit Minichmayr, wie sie das Lied live performen. In der Mitte befindet sich der Schriftzug Die Toten Hosen und unterhalb Auflösen jeweils in Weiß.

### Titelliste
1. Auflösen – 3:19
2. All You Need Is Love – 2:59  Cover von The Beatles
3. Fast wie im Film – 2:18

### Charterfolge
Auflösen stieg am 19. Juni 2009 auf Platz 38 in die deutschen Singlecharts ein und konnte sich insgesamt 9 Wochen lang in den Top 100 halten. In Österreich belegte das Lied Rang 36 und war dort 6 Wochen lang in den Charts vertreten, während es sich in der Schweiz nicht in den Charts platzieren konnte.
| ChartsChartplatzierungen | Höchstplatzierung | Wochen |
| ------------------------ | ----------------- | ------ |
| Deutschland (GfK)        | 38 (9 Wo.)        | 9      |
| Österreich (Ö3)          | 36 (6 Wo.)        | 6      |